# Parancistrocerus kolambuganensis
Parancistrocerus kolambuganensis är en stekelart som beskrevs av Schulthess 1934. Parancistrocerus kolambuganensis ingår i släktet Parancistrocerus och familjen Eumenidae. Inga underarter finns listade i Catalogue of Life.